# Premio Ohtli

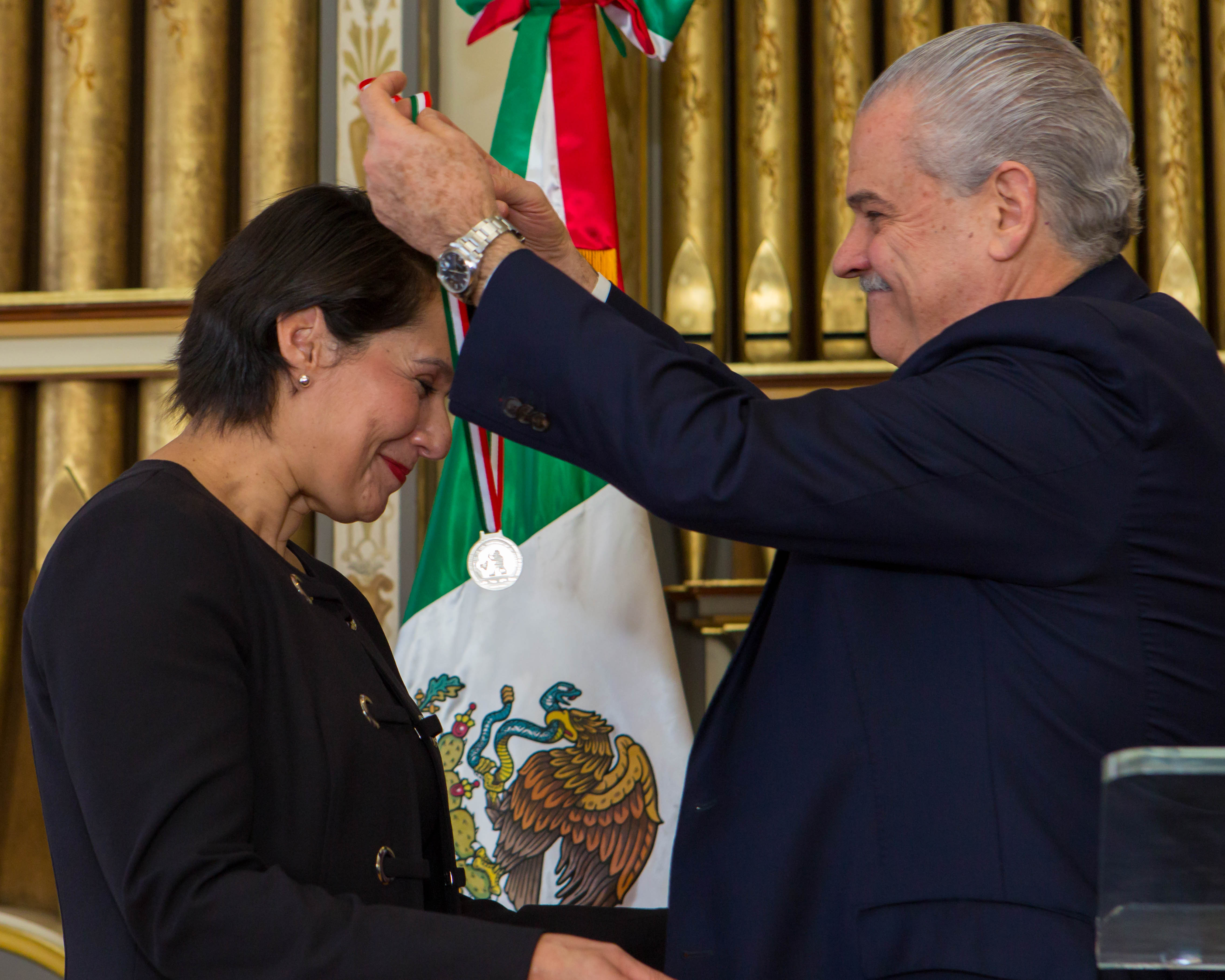
Ana Recio Harvey recibiendo el Premio Ohtli en 2015

El Premio Ohtli o Reconocimiento Ohtli es un premio anual que el gobierno mexicano otorga a los ciudadanos originarios de ese país que viven el exterior, ya sea en los Estados Unidos u otros países y que han prestado asistencia a los ciudadanos mexicanos o se han encargado de promover la cultura.

## Generalidades
El premio Ohtli es administrado por la Secretaría de Relaciones Exteriores de México, se otorga una vez al año por cada consulado y consiste en un medallón, una roseta de plata y un diploma. El nombre del premio proviene de la palabra en náhuatl que significa "camino" o "sendero", aludiendo a la idea de abrir un camino para los demás. El primer premio fue entregado en 1996 y con el paso del tiempo se ha convertido en uno de los más altos honores otorgados a los ciudadanos que viven fuera de México. El premio reconoce a las personas que han ayudado, facultado o afectado positivamente la vida de los ciudadanos mexicanos en los Estados Unidos y en otros países del extranjero. El premio Ohtli no debe confundirse con el Premio Mexicanos Distinguidos, el cual también se otorga a personas mexicanas que residan en el extranjero (por lo menos los últimos cinco años, de manera ininterrumpida), que cuenten con una trayectoria sobresaliente en cualquier ámbito del quehacer humano, diferente al ámbito comunitario, y que ponga en alto el nombre de México.

## Receptores notables
- Jorge Carlos Patrón Wong (2020)
- Alma Flor Ada (2014)
- Claudia Adeath Villamil (2019)
- Amanda Aguirre (2000)
- Valentina Alazraki (2015)
- Teresa Alonso-Rasgado (2016)
- Blanca Alvarado (2005)
- Carlos Álvarez (2018)
- Rafael Anchia (2011)
- Esperanza Andrade (2009)
- Joaquín Ávila (2011)
- Polly Baca (2010)
- Nancy Barceló (2004)
- Gerald Richard Barnes (2007)
- Rubén Barrales (2005)
- Gonzalo Barrientos (1996)
- Philip Brunelle (2011)
- Columba Bush (2000)
- Alberto M. Carvalho (2013)
- Salud Carbajal (2012)
- Viola Casares (2009)
- Suzy Castor (2015)
- Julián Castro (2016)
- Raúl Héctor Castro (2001)
- Joseph I. Castro (2017)
- Gil Cedillo (2009)
- Francisco G. Cigarroa (2012)
- Henry Cisneros (2013)
- José Cisneros (artist) (2007)
- L. Whitney Clayton (2016)
- Claudia Cohen Añorve (2021)
- Carlos Cortez (2001)
- David Coss (2008)
- Kika de la Garza (2000)
- Lincoln Díaz-Balart (2013)
- María Elena Durazo (2015)
- Juan Carlos Escamilla (2011)
- Sarahi Espinoza Salamanca (2017)
- Marco Antonio Firebaugh (2001)
- Pete Gallego (2006)
- Buddy Garcia (2006)
- Hector P. Garcia (1996)
- Jesús García (2013)
- Juliet V. Garcia (2000)
- Alexander González (2012)
- Charlie González (2012)
- Raúl Grijalva (2015)
- Burton E. Grossman (1998)
- Rosa Ramírez Guerrero (2002)
- Carlos M. Gutiérrez (2012)
- Ana Recio Harvey (2015)
- José M. Hernández (2013)
- Hispanic Heritage Foundation (2014)
- Dolores Huerta (1998)
- Ben Hueso (2010)
- José Huizar (2015)
- Mayra Jiménez (2018)
- Ray Keck (2015)
- José Miguel Lemus (2018)
- Nicolás Leoz (1997)
- Bismarck Lepe (2014)
- Eva Longoria (2015)
- Marco López (2003)
- Ignacio E. Lozano, Jr. (2006)
- Monica C. Lozano (2008)
- Patricia Madrid (2003)
- Paddy Maloney (2012)
- David R. Maciel (1999)
- Mel Martínez (2012)
- Spencer MacCallum (2015)
- Eliseo Medina (2008)
- Bob Menendez (2004)
- Gloria Molina (2009)
- Dionicio Morales (1997)
- Enrique Moreno (2001)
- Denise Moreno Ducheny (2014)
- Enrique Morones (2009)
- Cecilia Muñoz (2001)
- Janet Murguía (2009)
- Ana María Nevarez Schachtell (2018)
- Richard Joel Noriega (2002)
- Mario G. Obledo (1997)
- Ella Ochoa (1997)
- Marylou Olivarez Mason (2005)
- Antonio Olmos (2015)
- Edward James Olmos (2012)
- Deborah V. Ortiz (1999)
- Ed Pastor (2006)
- Pedro César Peralta (2019)
- Jared Polis (2006)
- Alfredo Quiñones-Hinojosa (2012)
- Bill Richardson (2011)
- Pete Rodríguez (1998)
- Guadalupe Reyes (1998)
- Jimmie V. Reyna (2009)
- Cruz Reynoso (1997)
- Carlos del Río (2016)
- Rafaela Rodríguez Martínez (2011)
- Rafael Cao Romero Millán (2019)
- Rosa Rosales (2010)
- Jonathan Rothschild (2014)
- Edward R. Roybal (1996)
- Héctor de Jesús Ruiz (2015)
- David J. Schmidly (2012)
- Joan Sebastian (2001)
- Hilda Solis (2010)
- Jaime Soto (1997)
- Olga Talamante (2010)
- Richard A. Tapia (2012)
- Josefina Villamil Tinajero (2016)
- Patricia Torres-Ray (2008)
- John D. Trasviña (2015)
- Carlos Truan (1996)
- Fernando Valenzuela (2014)
- Judith Valles (2003)
- Blanca Vela (2002)
- Filemón Vela Sr. (2000)
- Antonio Villaraigosa (2010)
- Miguel D. Wise (2005)
- Santiago Wood (2006)
- Margarita Pinkos (2018)
- Sylvia Acevedo (2011)
- Esther Marina Acevedo (2020)
- Lidia Riveros Chávez (2022)
- Gabriela Teissier (2016)
- John C. Zaragoza (2010)
- Ana Lucía Macías Sánchez (2022)